# Matthew Bingley
Pour les articles homonymes, voir Bingley (homonymie).
Matthew Bingley est un footballeur australien né le 16 août 1971. Il évolue au poste de défenseur.